# Eurhynchium confertum
Eurhynchium confertum är en bladmossart som först beskrevs av Carl August Julius Milde, och fick sitt nu gällande namn av Machado Guimaraes 1919. Eurhynchium confertum ingår i släktet sprötmossor, och familjen Brachytheciaceae. Inga underarter finns listade i Catalogue of Life.